# I. e. 88
Évszázadok: i. e. 2. század – i. e. 1. század – 1. század
Évtizedek: i. e. 130-as évek – i. e. 120-as évek – i. e. 110-es évek – i. e. 100-as évek – i. e. 90-es évek – i. e. 80-as évek – i. e. 70-es évek – i. e. 60-as évek – i. e. 50-es évek – i. e. 40-es évek – i. e. 30-as évek
Évek: i. e. 93 – i. e. 92 – i. e. 91 – i. e. 90 –  i. e. 89 – i. e. 88 – i. e. 87 – i. e. 86 – i. e. 85 – i. e. 84 – i. e. 83

## Események

### Róma
- Lucius Cornelius Sullát és Quintus Pompeius Rufust választják consulnak.
- Sulla végső győzelmet arat a szamniszok fölött, akiknek maradék erői a lucanusokkal együtt szétszóródva keresnek menedéket. Nola még ostrom alatt áll, de az itáliai szövetségesháború gyakorlatilag véget ér.
- A szenátus Sullát bízza meg a Mithridatész elleni háború főparancsnokságával. Az idős Caius Marius magának követeli a parancsnokságot és szövetkezik Publius Sulpicius Rufus néptribunussal, aki olyan törvényjavaslatot nyújt be, amellyel az újonnan polgárjogot nyertek dominálhatják a szavazásokat. A szenátus tiltakozik, a két consul justitiumot, törvényhozási szünetet rendel el. Sulpicius felfegyverzett emberei rátámadnak a szenátorok támogatóira, a harcokban megölik Pompeius consul fiát. A consulok életüket féltve visszavonják a justitiumot, a hivatalos tisztség nélküli Mariust pedig megválasztják parancsnoknak.
- Sulla a Nolát ostromló hat légióhoz (35 ezer ember) menekül. Marius két katonai tribunust küld hozzá, hogy adja át a parancsnokságot, de azokat a katonák megölik. Kitör a polgárháború.
- Sulla Róma ellen vonul és kisebb ellenállás árán elfoglalja a várost. Marius – akit távollétében halálra ítélnek – Észak-Afrikába menekül, Sulpiciust – akinek búvóhelyét egy rabszolga elárulja – megölik.

### Hellenisztikus birodalmak
- VI. Mithridatész pontoszi király megszállja Bithüniát és bábkirályt, Szókratész Khrésztoszt ültet a trónjára. A helyőrségek kisebb ellenállása árán elfoglalja a római Asia provinciát. Felszólítja a görögöket a rómaiak legyilkolására, ezt követően Kis-Ázsiában és Görögországban egyetlen nap alatt 150 (más források szerint 80) ezer római vagy itáliait mészárolnak le.
- Manius Aquillius legatust, akinek kapzsisága kiváltotta a háborút, Leszboszon elfogják és átadják Mithridatésznak. A legatust szamárháton körbeviszik a görög városokban, majd torkába olvasztott aranyat öntve kivégzik.
- Mithridatész nyomására Athénban Arisztión filozófus lesz a türannosz, aki flottát küld a rómaiak által tartott Déloszra, hogy kifossza az Apolló-szentély kincstárát.
- Alexandria fellázad X. Ptolemaiosz egyiptomi fáraó ellen és visszahívják a Ciprusra száműzött IX. Ptolemaioszt. X. Ptolemaiosz csatát veszít bátyja ellen, Kis-Ázsiában újabb sereget gyűjt és megpróbálja elfoglalni Ciprust, ám eközben megölik. Felső-Egyiptomban még korábban lázadás tört ki és a felkelők megszállva tartják Thébát.
- A júdeai polgárháborúban az Alexandrosz Iannaiosz ellen küzdő farizeusok III. Démétriosz szeleukida király segítségét kérik. Démétriosz benyomul Júdeába, megfutamítja Alexandrosz seregét, de aztán (vagy mert zsidó szövetségesei cserben hagyták vagy otthoni politikai gondok miatt) kivonul az országból. Alexandrosz ezt követően legyőzi a farizeusokat és közülük nyolcszázat Jeruzsálemben keresztre feszíttet, de haláluk előtt kivégezteti előttük feleségeiket és gyerekeiket.

### Észak-Afrika
- Numidiában III. Hiempszal lép trónra. Barátságosan fogadja a hozzá menekülő Caius Mariust, de közben elfogását készíti elő. Marius a király ágyasának segítségével megszökik.

## Halálozások
- X. Ptolemaiosz, egyiptomi fáraó
- Manius Aquillius, római politikus
- Publius Sulpicius Rufus, római politikus
- Quintus Poppaedius Silo, az itáliai felkelés egyik vezére

## Fordítás
- Ez a szócikk részben vagy egészben  a(z)   88 av. J.-C. című francia Wikipédia-szócikk ezen változatának fordításán alapul.  Az eredeti cikk szerkesztőit annak laptörténete sorolja fel. Ez a jelzés csupán a megfogalmazás eredetét és a szerzői jogokat jelzi, nem szolgál a cikkben szereplő információk forrásmegjelöléseként.